# Campeonato Mundial de Esgrima de 2002
El LXIV Campeonato Mundial de Esgrima se celebró en Lisboa (Portugal) entre el 18 y el 23 de agosto de 2002 bajo la organización de la Federación Internacional de Esgrima (FIE) y la Federación Portuguesa de Esgrima.
Las competiciones se realizaron en el Pabellón Atlántico con capacidad para 18 000 espectadores.

## Medallistas

### Masculino
| Evento              | Oro                                                                                | Plata                                                                        | Bronce |
| ------------------- | ---------------------------------------------------------------------------------- | ---------------------------------------------------------------------------- | --- |
| Florete individual  | Simone Vanni · Italia                                                              | André Weßels · Alemania                                                      | Wu Hanxiong · China · Piotr Kiełpikowski · Polonia                                                         |
| Florete por equipos | André Weßels · Ralf Bißdorf · Lars Schache · Peter Joppich · Alemania              | Jean-Noël Ferrari Franck Boidin Brice Guyart Loïc Attely Francia             | Javier Menéndez Fernández · Javier García Delgado · Luis Caplliure Moreno · José Francisco Guerra · España |
| Espada individual   | Pavel Kolobkov · Rusia                                                             | Fabrice Jeannet Francia                                                      | Vitali Zajarov · Bielorrusia · Ku Kyo-Dong · Corea del Sur                                                 |
| Espada por equipos  | Fabrice Jeannet Benoît Janvier Jean-Michel Lucenay Hugues Obry Francia             | Pavel Kolobkov · Serguei Kochetkov · Alexei Selin · Viacheslav Selin · Rusia | Ku Kyo-Dong Kim Jeong-Gwan Lee Sang-Yeop Yang Roy-Sung Corea del Sur                                       |
| Sable individual    | Stanislav Pozdniakov · Rusia                                                       | Julien Pillet Francia                                                        | Luigi Tarantino · Italia · Mihai Covaliu · Rumania                                                         |
| Sable por equipos   | Stanislav Pozdniakov · Alexei Frosin · Serguei Sharikov · Alexei Diachenko · Rusia | Luigi Tarantino · Giacomo Guidi · Aldo Montano · Giampiero Pastore · Italia  | Dennis Bauer · Harald Stehr · Michael Herm · Alexander Weber · Alemania                                    |

### Femenino
| Evento              | Oro                                                                               | Plata                                                                                     | Bronce                                                                              |
| ------------------- | --------------------------------------------------------------------------------- | ----------------------------------------------------------------------------------------- | ----------------------------------------------------------------------------------- |
| Florete individual  | Svetlana Boiko · Rusia                                                            | Yekaterina Yusheva · Rusia                                                                | Edina Knapek · Hungría · Aida Mohamed · Hungría                                     |
| Florete por equipos | Svetlana Boiko · Yekaterina Yusheva · Olga Lobyntseva · Yuliya Jakimova · Rusia   | Sylwia Gruchała · Małgorzata Wojtkowiak · Anna Rybicka · Magdalena Mroczkiewicz · Polonia | Laura Badea-Cârlescu · Roxana Scarlat · Reka Lazăr-Szabo · Cristina Stahl · Rumania |
| Espada individual   | Hyun Hee Corea del Sur                                                            | Imke Duplitzer · Alemania                                                                 | Britta Heidemann · Alemania · Ana Maria Brânză · Rumania                            |
| Espada por equipos  | Adrienn Hormay · Hajnalka Király · Hajnalka Tóth · Hungría                        | Olga Aleksejeva Maarika Võsu Irina Embrich Heidi Rohi Estonia                             | Shen Weiwei Li Na Zhong Weiping Luo Xiaojuan China                                  |
| Sable individual    | Tan Xue China                                                                     | Yelena Jemayeva Azerbaiyán                                                                | Cécile Argiolas · Francia · Yelena Nechayeva · Rusia                                |
| Sable por equipos   | Yelena Nechayeva · Margarita Zhukova · Natalia Makeyeva · Irina Bazhenova · Rusia | Edina Csaba · Annamária Nagy · Gabriella Sznopek · Orsolya Nagy · Hungría                 | Yelena Jemayeva Anjela Volkova Janna Siukayeva Yelena Əmirova Azerbaiyán            |

## Medallero
| Núm. | País          | Oro | Plata | Bronce | Total |
| ---- | ------------- | --- | ----- | ------ | ----- |
| 1    | Rusia         | 6   | 2     | 1      | 9     |
| 2    | Francia       | 1   | 3     | 1      | 5     |
| 3    | Alemania      | 1   | 2     | 2      | 5     |
| 4    | Hungría       | 1   | 1     | 2      | 4     |
| 5    | Italia        | 1   | 1     | 1      | 3     |
| 6    | China         | 1   | 0     | 2      | 3     |
| 6    | Corea del Sur | 1   | 0     | 2      | 3     |
| 8    | Azerbaiyán    | 0   | 1     | 1      | 2     |
| 8    | Polonia       | 0   | 1     | 1      | 2     |
| 10   | Estonia       | 0   | 1     | 0      | 1     |
| 11   | Rumania       | 0   | 0     | 3      | 3     |
| 12   | Bielorrusia   | 0   | 0     | 1      | 1     |
| 12   | España        | 0   | 0     | 1      | 1     |
|      | TOTAL         | 12  | 12    | 18     | 42    |